# Nickyho rodina
Nickyho rodina je další ze série filmů Mateje Mináče o záchraně židovských dětí Nicholasem Wintonem těsně před vypuknutím druhé světové války. Jde o dokumentární film z roku 2011 s hranými rekonstrukcemi.
Film byl v běžné distribuci uveden v USA, Austrálii a Francii, premiéra v Londýně proběhla za účasti Nicholase Wintona. Film byl přeložen do ruštiny (překladatel Andrey Efremov) a uveden v rámci Dnů slovenské kinematografie v Moskvě v roce 2014

## Výroba
Film se začal natáčet v roce 2006. Během natáčení na Slovensku, v České republice, Kambodži, Kanadě, Izraeli, Dánsku a Maďarsku vzniklo 450 hodin filmového materiálu. Ve střižně a zvukovýrobě se film zpracovával 4000 hodin.

## Účast na festivalech
Film získal diváckou cenu na MFF v Karlových Varech 2011 a byl oceněn porotou na MFF v Jeruzalémě, kde získal cenu „Fóra pro zachování audiovizuální paměti“. Film byl uveden i na MFF v Montrealu, kde získal cenu diváků za nejlepší dokument. V roce 2012 se zúčastnil Prix Italia.

## Uvedení v zahraničí
V lednu 2013 byl film uveden v americké distribuci. Slavnostního uvedení se chtěl účastnit sám Winton, ale jeho rodina mu to pro jeho pokročilý věk nedovolila. Do USA přicestoval jeho syn Nick Winton.

## Ocenění
- Divácká cena Práva – MFF Karlovy Vary 2011
- Cena Fóra pro zachování audio-vizuální paměti – Jerusalem Film Festival 2011
- Cena za nejlepší dokumentární film – Montreal World Film Festival 2011
- Cena primátora města Piešťany – MFF Piešťany – Cinematik – 2011
- Cena Oty Hofmana Dětského filmového festivalu a televizního festivalu v Ostrově – 2001
- Zvláštní cena poroty za dílo s nejvýraznějším morálním akcentem
- Dětský filmový a televizní festival Oty Hofmana – Ostrov – 2001
- Grand Prix režisérovi Mateji Mináčovi za objevné a lidsky hluboké téma filmu Nickyho rodina – 52. MFF filmů pro děti a mládež Zlín – Česká republika
- Cena – Davidova Camera za nejlepší hudbu – Warsaw Jewish Film Festival, Polsko
- Shoreshova divácká cena – UK Jewish Film Festival, London, Velká Británie
- Divácká cena – Palm Beach Jewish Film festival – USA
- Divácká cena – Best Documentary Feature Film 2012 – Sedona Int´l Film Festival – USA
- Divácka cena – Best Documentary Feature 2012 – Atlanta Jewish Film Festival – USA
- Divácká cena – Best Film 2012 – Charlotte Jewish Film Festival – USA
- Divácká cena – Best Documentary 2012 – Denver Jewish Film Festival – USA
- Divácká cena – Best Documentary Film 2012 – AJC Seattle Jewish Film Festival – USA
- Divácká cena – Best Film 2012 – Houston Jewish Film Festival – USA
- Divácka cena – Best Documentary Film -Hartford Jewish Film Festival
- Divácka cena – Best Documentary 2012 – Pittsburgh Jewish Film Festival
- Divácka cena – Best Film 2012 – Rockland Int´l Jewish Film Festival, USA
- Cena slovenské filmové kritiky – v kategorii slovenský celovečerní a středometrážní dokumentární film s premiérou v roce 2011, Slovenská republika
- Tvorivá prémia za filmovú a dokumentárnu tvorbu – Výročné národné tvorivé ceny Slovenského filmového zväzu, Únie slovenských televíznych tvorcov a
- Literárneho fondu, Slovenská republika
- Divácká cena za nejlepší dokument – Zagreb Jewish Film Festival 2012, Chorvatsko
- Cena za nejlepší režii za mistrovské využití narativních technik, kdy se filmový příběh představuje prostřednictvím osobního nazírání režiséra –
- MECEFF festival – Rumunsko
- Cena SIGNIS světové katolické asociace pro komunikaci, sdružující 140 zemí, za propagaci a šíření lidských hodnot – 64. ročník PRIX ITALIA – Turín
- Cena FIAT/IFTA (Achievement Award) za nejlepší použití archivů – Britský filmový institut, Londýn 2012
- Divácká cena – Best Film 2012, Scottsdale International Film Festival, USA
- GRAND PRIX – Nejlepší film festivalu, XVII International TV Festival Bar, Montenegro
- Nejlepší kolekce filmů – Cena pro ČT, součástí kolekce je Nickyho rodina, XVII International TV Festival Bar, Montenegro
- Audience Award – Best Film, Three Rivers Film Festival 2012, USA
- Cena unie ruských kritiků – Jalta – 2013

## Obsazení
| Klára Issová       | matka           |
| Michal Slaný       | Nicholas Winton |
| Petr Puha          | voják           |
| Aneta Faitová      | špionka         |
| Jana Kepková       |                 |
| Emma Tarageľová    |                 |
| Marta Richterová   |                 |
| Bibiana Ondrejková |                 |
| Hana Holišová      |                 |
| David Mináč        | syn             |